# Karl Benno von Mechow
Karl Benno von Mechow (* 24. Juli 1897 in Bonn; † 11. September 1960 in Emmendingen) war ein deutscher Schriftsteller.

## Leben und Werk
Mechow, der aus einer alten Offiziersfamilie stammte, nahm als Freiwilliger am Ersten Weltkrieg teil. Danach veröffentlichte er als national gesinnter Autor einige Werke, in denen er zur Landser-Romantik neigte und vor allem den Krieg als Abenteuer beschrieb. Er studierte Landwirtschaft und lebte als Landwirt in Brannenburg in Bayern. Später schrieb er auch Romane über die Verbundenheit des Menschen mit der Natur wie etwa „Das ländliche Jahr“ (1929) oder „Vorsommer“ (1933). Der Roman wurde von den Geschwistern Scholl sehr geschätzt, wie ein Brief von Sophie Scholl an ihren Verlobten Fritz Hartnagel 1940 belegt:  Während des Dritten Reiches gab Mechow ab 1934 mit Paul Alverdes die national-konservative Literaturzeitschrift Das Innere Reich heraus, beendete die Zusammenarbeit aber 1938. 1938 wurde „Leben und Zeit aus dem Land Oberdonau. Ein Erinnerungsbuch“ im Herder Verlag Freiburg i. Brsg. veröffentlicht und  1941 erschien seine „Novelle auf Sizilien“ als Nr. 130 der „Kleinen Bücherei“ im Albert Langen/Georg Müller Verlag.
Besonders eng verbunden war Karl Benno von Mechow mit Ernst Wiechert, dessen Hirtennovelle eine Widmung an Mechow enthält. Wie Georg Britting berichtete, litt Mechow ab Mitte der 1930er-Jahre unter Symptomen einer manisch-depressiven Erkrankung und wurde mehrfach in psychiatrischen Kliniken behandelt.
Seit 1945 lebte er als freier Schriftsteller in Freiburg im Breisgau. Da sich sein psychisches Leiden verschlimmerte, veröffentlichte Mechow in der Nachkriegszeit kaum noch neue Werke. Er starb 1960 in Emmendingen, ist aber in Freiburg begraben. U.a. war er Mitglied der Innviertler Künstlergilde.

## Rezeption
Im Lexikon der Weltliteratur wird Mechow charakterisiert als feinfühliger, formvollendeter Erzähler von männlicher Verhaltenheit in der Darstellung innerer oder zwischenmenschlicher Konflikte, in dessen Werk Anklänge an Fontane und besonders Stifter zu finden seien.